# 横浜国際平和会議場
株式会社横浜国際平和会議場（よこはまこくさいへいわかいぎじょう、英語: Pacific Convention Plaza Yokohama）は、神奈川県横浜市西区みなとみらい一丁目にある国際会議場と展示ホール、ホテルなどからなるコンベンション・センターの運営会社。
施設の名称はパシフィコ横浜 (PACIFICO YOKOHAMA) 。なお「パシフィコ」は、「Pacific + Convention」を基にした造語である。近年ではMICE施設としての機能の強化が図られている。また、国際会議の開催件数（会場別）が19年連続で国内最多になるなど、日本を代表する国際会議場である。
本項では、隣接地に整備された「横浜みなとみらい国際コンベンションセンター」（通称: パシフィコ横浜ノース）についても扱う（後節参照）。

## 概要
民活法（民間事業者の能力の活用による特定施設の整備の促進に関する臨時措置法）の全国第1号の施設としてみなとみらい地区（国際大通り沿いの18・22街区）に建設され、1991年7月29日に会議センターとヨコハマグランドインターコンチネンタルホテルが最初に完成。続けて10月12日に展示ホールも完成した。さらに1994年4月25日には国立大ホール（国立横浜国際会議場）が落成し、こけら落しはTHE ALFEEが行った。
2002 FIFAワールドカップのメインプレスセンター設置のため、2001年に展示ホールが増設された。2010年代には展示ホールの稼働率が限界に近づいていることから更なる拡張も計画され、隣接地（20街区）に新たな展示場が整備された（詳細は後節）。
アジア太平洋経済協力首脳会議 (APEC) を2010年に開催。この他にも、国際会議やコンサート、展示会などが数多く開催されており、情報処理技術者試験・中小企業診断士試験の会場としても使用された実績がある（後節も参照）。また、特撮を含むテレビドラマのロケに使われる場合もある。
当施設の中心にある円形広場（プラザ）より各施設へは「国際交流ゾーン」という石畳が敷かれた通路で接続。また隣接する海側の臨港パーク（19街区）とデッキ（現状は仮設構造、2021年度より本設デッキの整備実施計画あり）で接続するほか、国際大通りを挟んで向かい側にあるクイーンズスクエア横浜（24街区）とも歩行者デッキ「クイーンモール橋」（連絡橋）により接続されている。
当施設を運営する株式会社横浜国際平和会議場は、臨港パークも管理している。同社は、当施設から出る廃プラスチックなどの産業廃棄物や、食品廃棄物を発酵させたメタンを燃料とする廃棄物発電（火力発電）を他社と協力して行っており、得られた電力は臨港パークにも供給している。

### 20街区における施設拡張計画
当施設はみなとみらい地区の18街区と22街区にまたがって立地しているが、北側に隣接する20街区（敷地面積約2万2千m2）にて新たな複合展示施設をPFI方式（民間資金を活用、施設の設計・建設・供用後20年間の維持管理を含む）で整備する方針が決められた。PFIの手続きは2014年度より開始しており、横浜市は2015年8月に竹中工務店グループを設計・整備事業者に選定し、同年12月には同社を代表とする特別目的会社横浜グローバルMICEとの契約締結を完了、2020年4月の開業を目指し整備が進められた（施工期間: 2017年4月〜2020年3月）。総事業費は200億円規模を見込む。また、施設完成後の運営手法については運営権を設定した上で企業に売却するコンセッション方式（施設を市が所有したまま運営権のみ売却）を採用しており、2016年12月には運営事業者を既存施設の所有・運営者でもある横浜国際平和会議場に決定（契約期間: 2017年3月下旬〜2040年3月末）、両施設の一体運用による相乗効果とMICE開催都市として競争力・ブランド力の向上などを目標にしている。
2018年2月には新展示場（新MICE施設）の名称が「横浜みなとみらい国際コンベンションセンター」（英語: Yokohama Minato Mirai International Convention Center / 通称: パシフィコ横浜ノース〈PACIFICO YOKOHAMA NORTH〉）と発表された。
その後、同展示場は当初の計画通り2020年4月24日に開業を迎えた。主要施設として1階に多目的ホール（約6,300m2、最大収容人数約6,000人、8分割まで可能）、2階〜4階に会議室（大中小42室、計6,185m2）を設けており、会議場としては併せて3,000人規模の会議が開催可能となっている（#ノースも参照）。
20街区内併設ホテルとデッキの整備
歩行者動線のキング軸（新施設と同時に整備）を挟んで北側に、リゾートトラストが開発する会員制リゾートホテル「横浜ベイコート倶楽部 ホテル&スパリゾート」および一般高級ホテル「ザ・カハラ・ホテル&リゾート 横浜」（米国ハワイ州オアフ島のホテルブランド「ザ・カハラ・ホテル&リゾート」の世界展開第一号）が共に入る特徴的な外観の建物が建設され、それぞれ2020年9月に開業した。
また、既存施設と接続するデッキのほかに、前述のキング軸の一部として臨港パークおよび2棟の集合住宅が建つ50街区（国際大通りを挟み新高島駅方面）との間に新たな歩行者デッキも整備され、いずれも2020年4月に開通している。なお、50街区との間の国際大通りを渡る歩行者デッキは一般公募により「キングモール橋 (きょう)」と命名された。

## 施設

### 展示ホール
展示会、イベント、コンサートなどが行われる全天候型のフリースペース。展示面積は20,000m²、最大天井高19mでパシフィコ横浜で最大の広さを持ち、4分割可能な無柱構造になっている。なお、柱のない展示スペースとしては名古屋市国際展示場（ポートメッセなごや）の第1展示館と並び日本最大となる。2階にはコンビニやレストランが入居する。

### 国立大ホール
約5,000人収容可能な国内最大級の国際会議場であり、東日本唯一の「国立」会議場。パシフィコ横浜のメイン施設。ホール内は「巻貝」をイメージしており、最大客席は5,002席。

### 会議センター
ヨコハマグランドンターコンチネンタルホテルと接続する会議室。約50の会議室があり、最大は1階のメインホールで、約1,000人収容の劇場式ホールとなっている。外観は「光」をイメージしている。

### アネックスホール
2001年に展示ホール横に建設された多目的ホール。展示ホール2階のコンコースと接続している。面積は1350m2で、6分割での使用が可能。

### ノース
大型多目的ホールと42室の会議室から成るMICE施設。国内最大規模の約6,300m2の多目的ホールでは、立食5,000名、着席2,340名でのパーティが開催が可能。

### 屋外エリア
「臨港パーク」「国際交流ゾーン」「ぷかりさん橋」「パシフィコ横浜ノース屋外周辺（オーシャンパティオ）」の4つの屋外エリアがある。

## ギャラリー

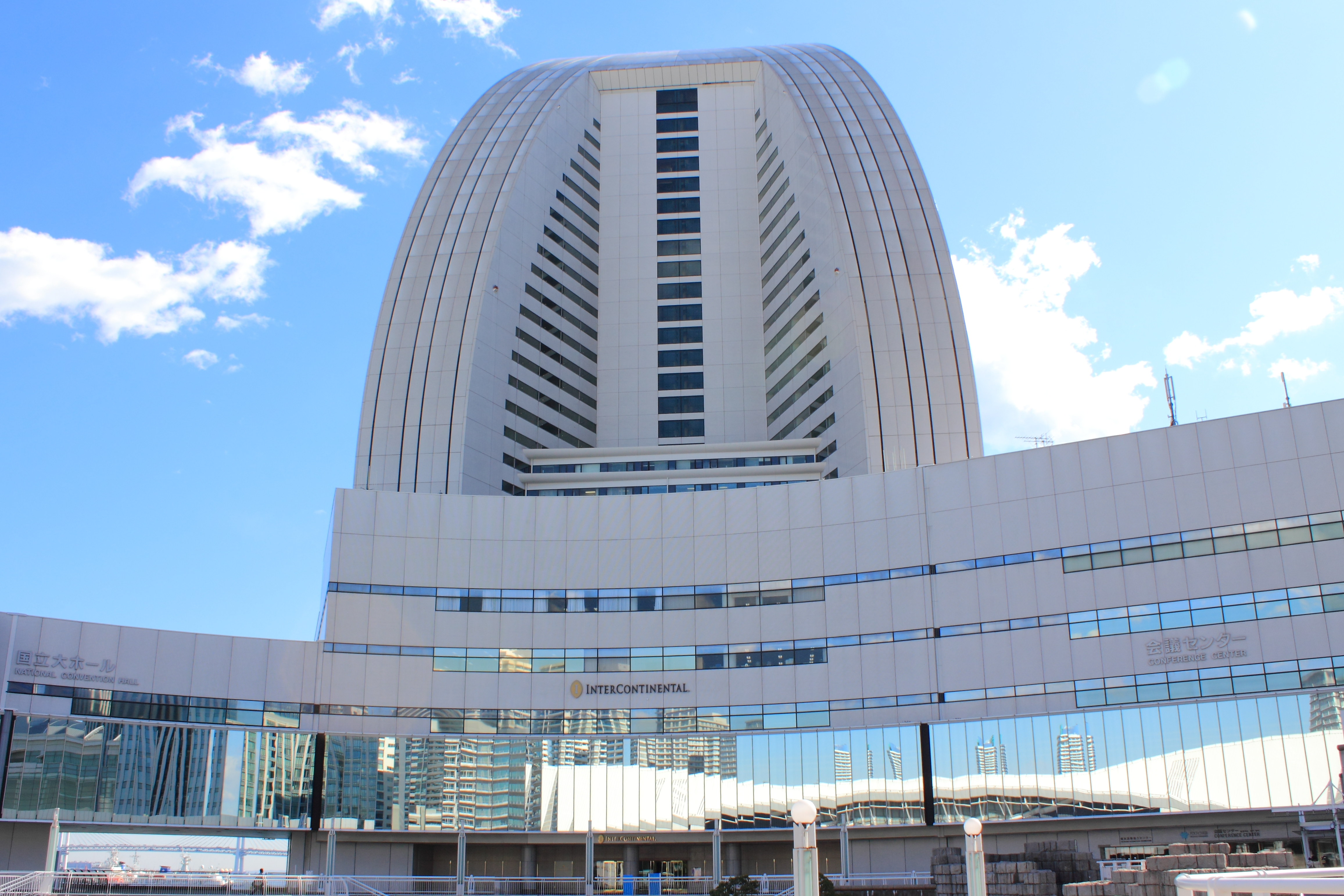
上部がヨコハマグランドインターコンチネンタルホテル、下層部は会議センター
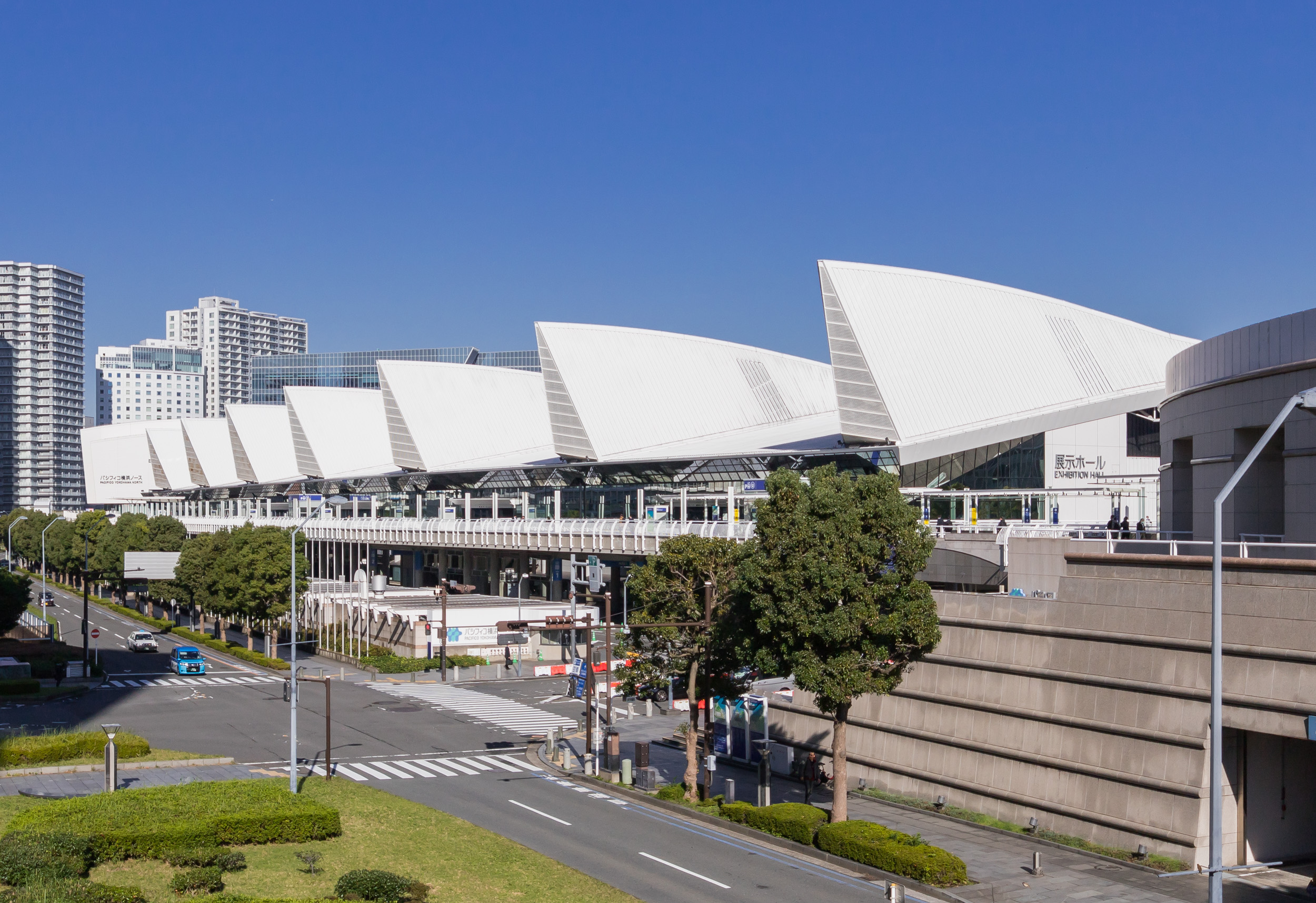
展示ホール（2024年） 屋根は横浜港に押し寄せる「波」をイメージしている。
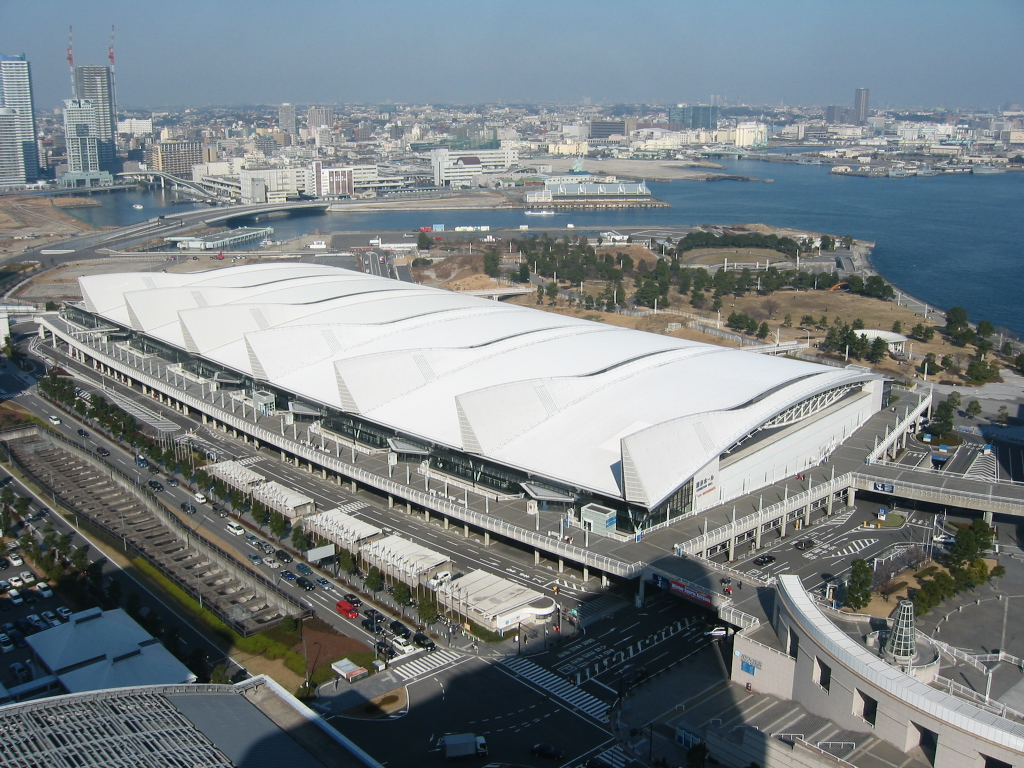
展示ホール全景（2003年）
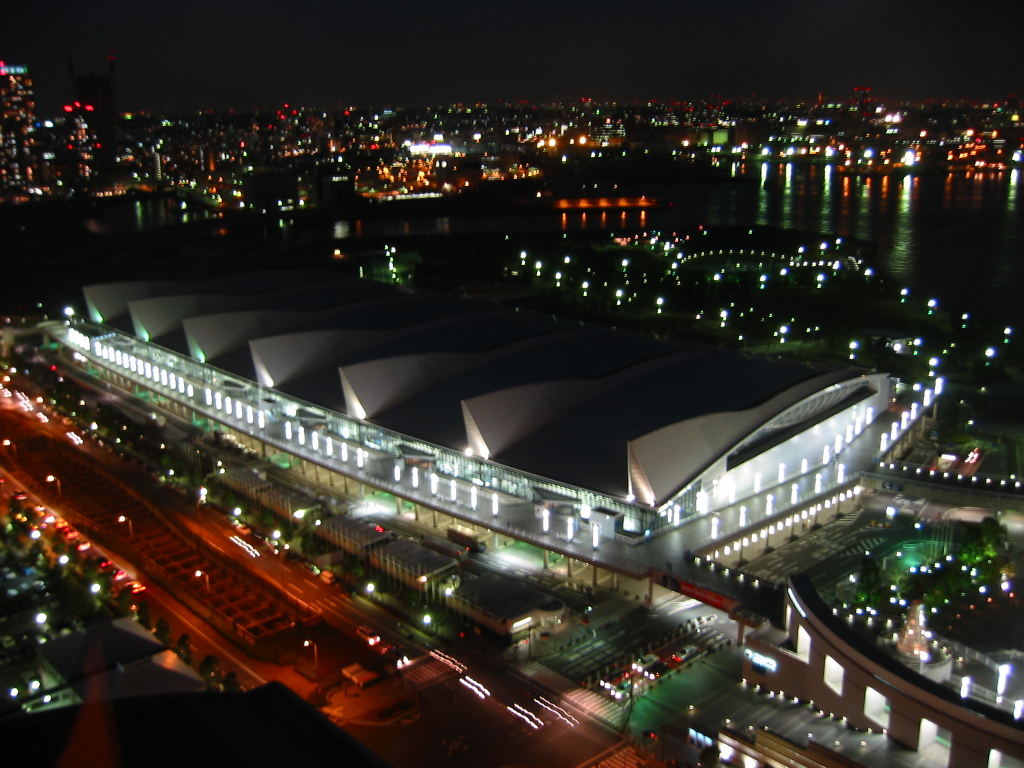
展示ホールの夜景（2003年）
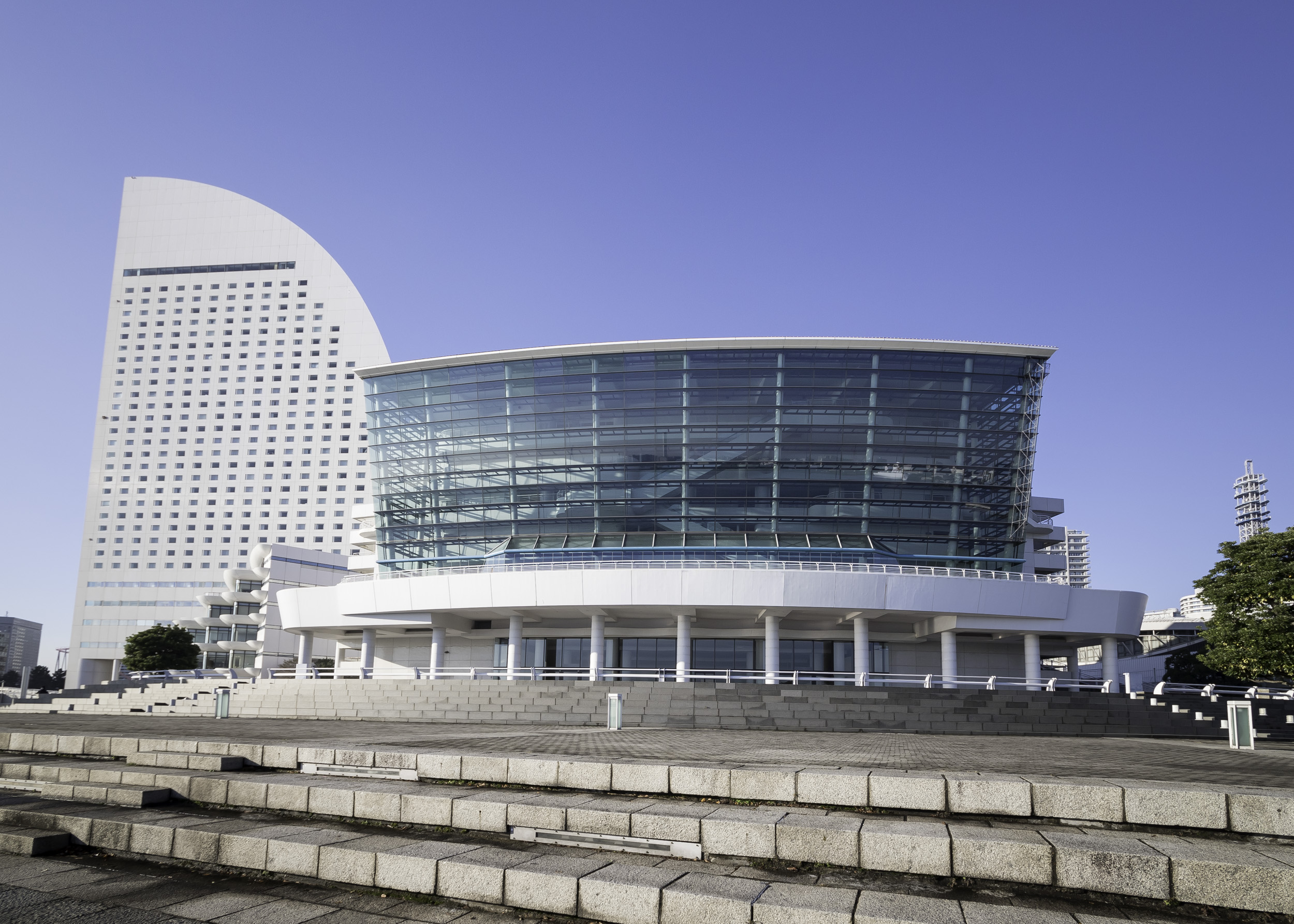
国立大ホール全景（2024年）
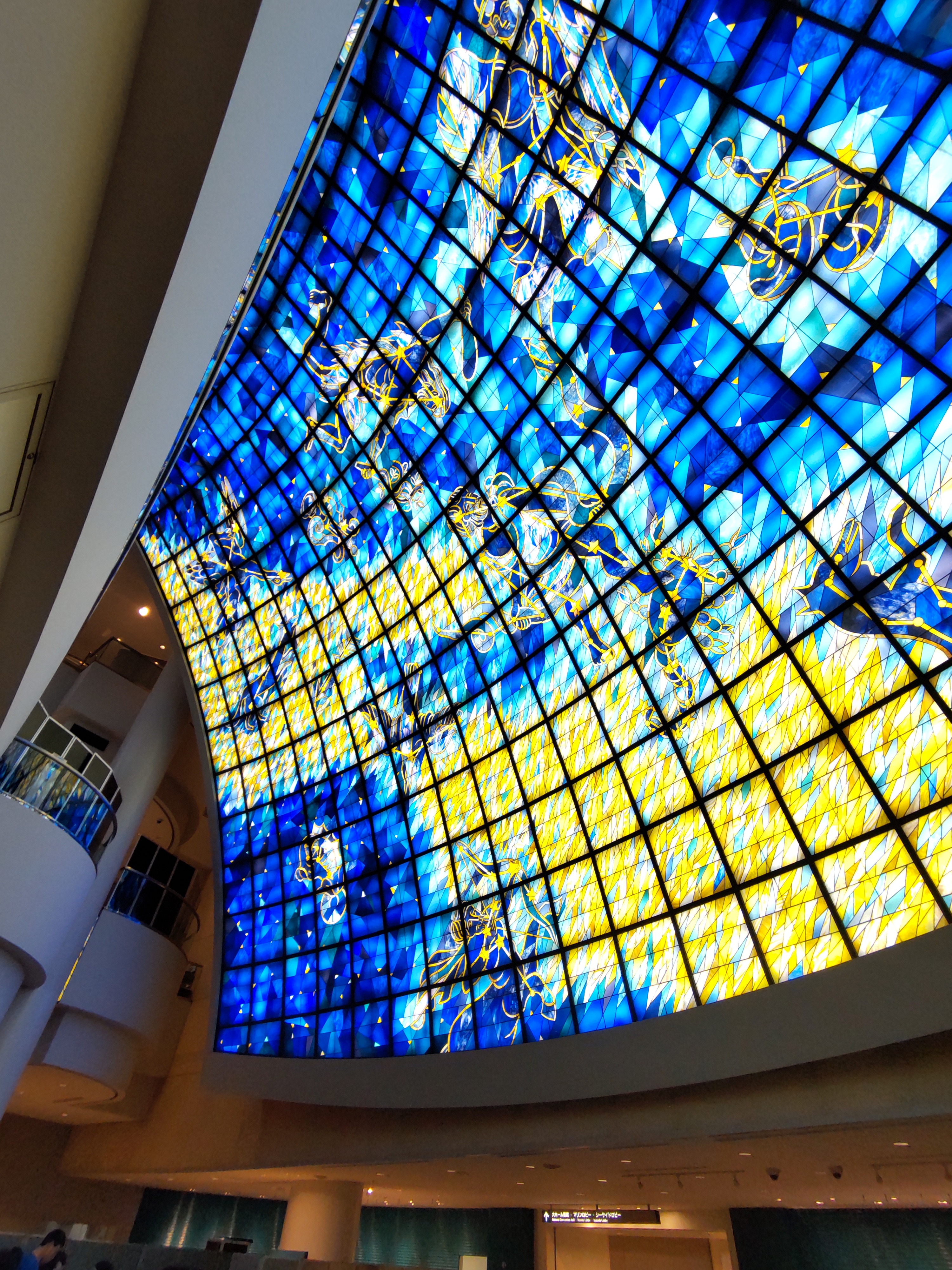
国立大ホール入口のステンドグラス（2024年）
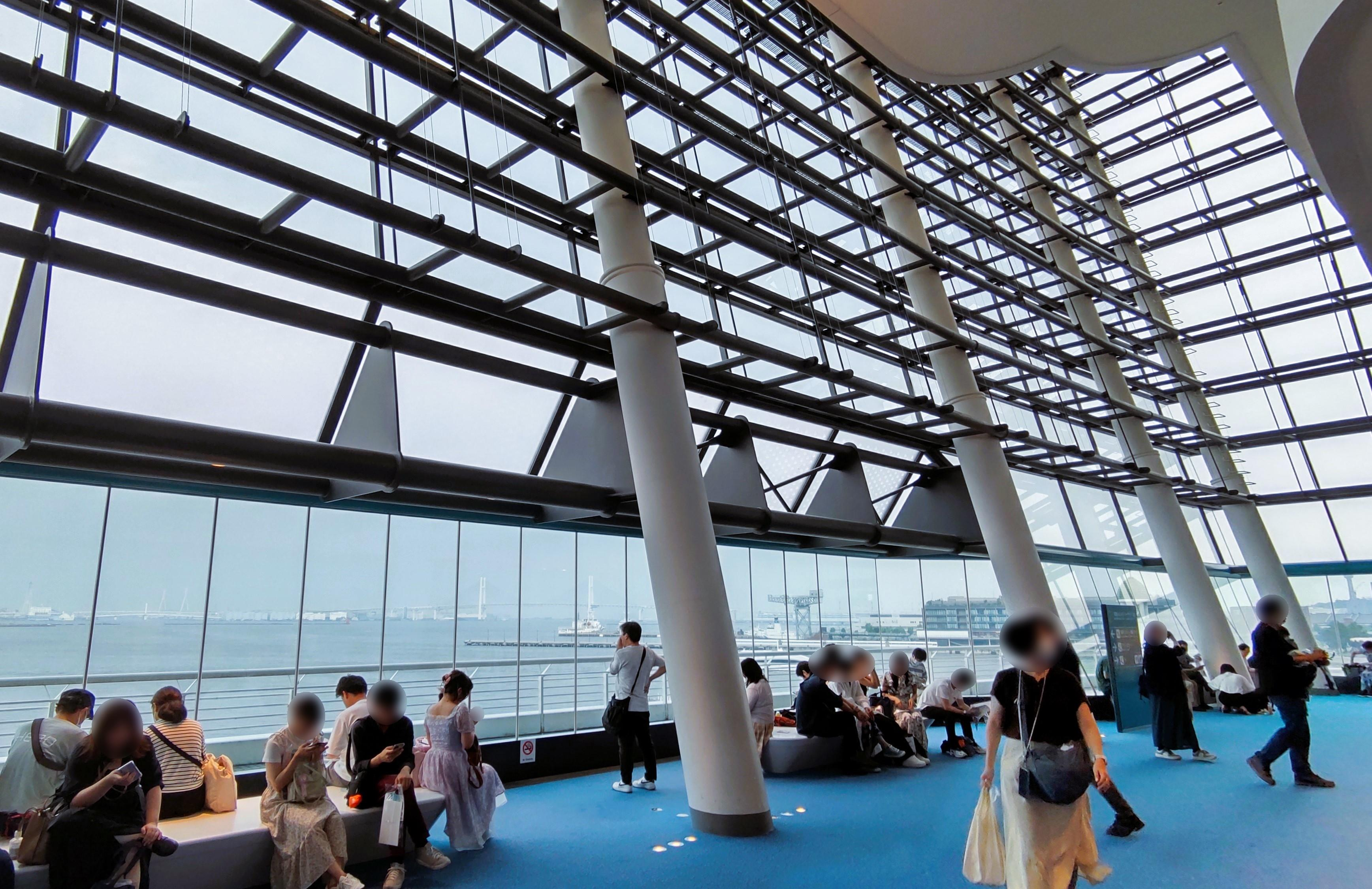
国立大ホール2階 シーサイドロビー（2024年）
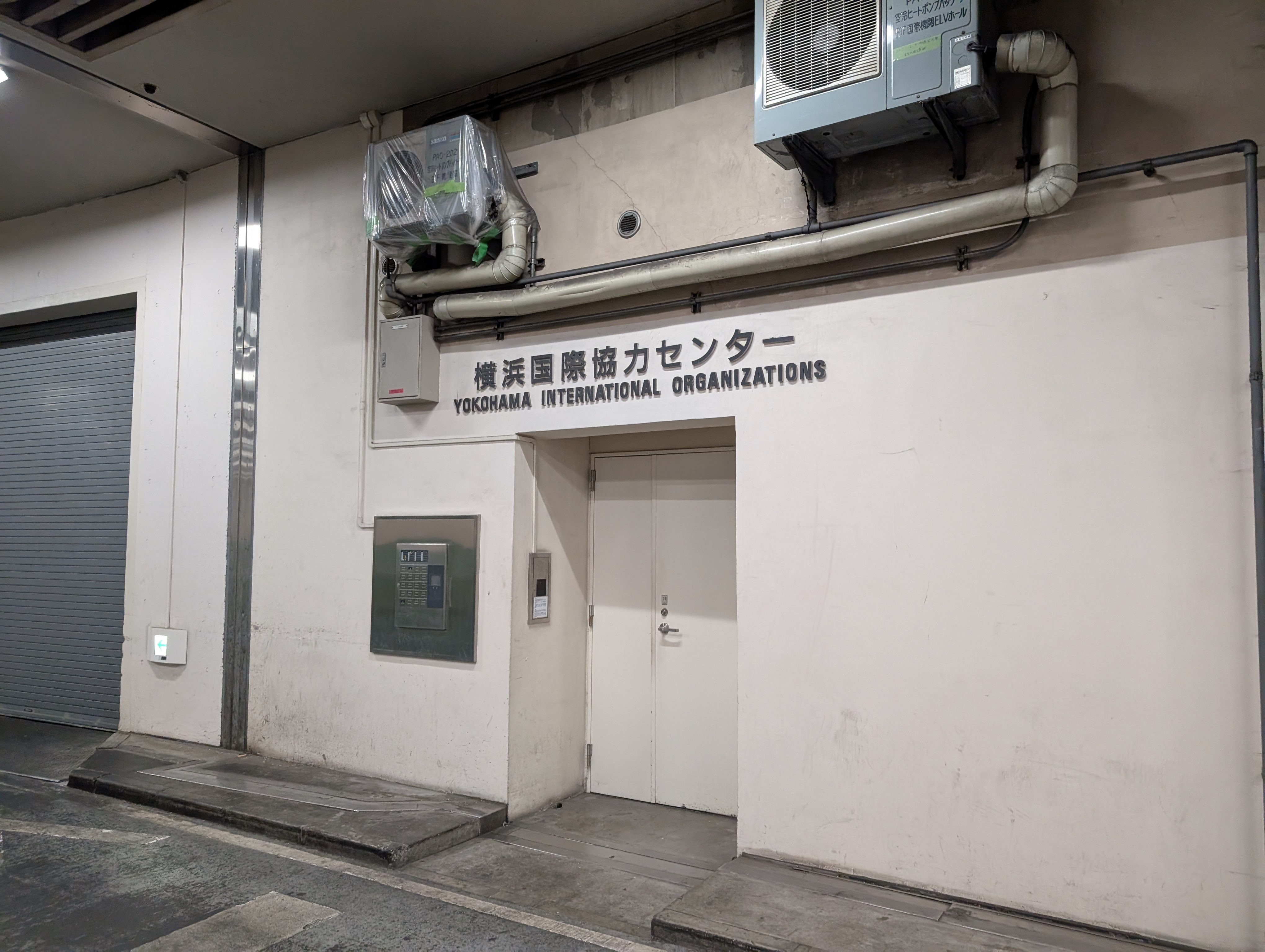
横浜国際協力センター

## これまで行われた主なイベント

### 会議・集会
- アフリカ開発会議（2008年）
- アジア太平洋経済協力首脳会議 (APEC)（2010年）
- アジア開発銀行年次総会（2017年）
- 日産自動車・タケダ株主総会（タケダのみ2019年開催）
- 高秀秀信元横浜市長市民葬
- 第22回国際電気自動車シンポジウム (EVS22)
- 日本青年会議所サマーコンファレンス（サマコン、毎年7月第3週末に開催）
- Siggraph Asia 2009
- CEDEC（CESAデベロッパーズカンファレンス、2009年 - ）

### 展示会・イベント
- 人とくるまのテクノロジー展（1992年 - ）
- ジャパンフードサービスショー（1994年 - 2004年）
- ネオロマンスイベント（2000年 - ）
- 全国高等学校総合文化祭（2002年）
- ソニードリームワールド（2002年）
- 世界旅行博（現：ツーリズムEXPOジャパン、2002年・2003年）
- 旅フェア（現：ツーリズムEXPOジャパン）
- GUNDAM WAR BIG WAVE
- A&Vフェスタ（2003年 - 2009年）
- 楽器フェア（2003年 - 2011年）
- 国際フィッシングショー（2006年 - ）
- ジャパンインターナショナルボートショー（2007年 - ）
- ROBODEX（2000年・2002年・2003年）
- 国際航空宇宙展（2004年・2008年）
- ちゃおサマーフェスティバル（2009年 - 2019年）
- テイルズ オブ フェスティバル（2009年 - 2011年）
- CP+（カメラ&フォトイメージングショー、2010年 - ）
- 日本国際切手展2011（2011年）
- TYPE-MOON Fes.（2012年、PCゲームソフトブランド｢TYPE-MOON｣の設立10周年記念イベント）
- 世界鉄道博（2016年）
- ジャパントラックショー（2016年 - ）
- ジャパンゴルフフェア（2017年 - ）
- 楽天オプティミズム（2019年・2023年）
- ちゃお×りぼん ガールズコミックフェス（2023年-）

### 大会
- イマジンカップ
- 全国豊かな海づくり大会（2005年）
- マジック:ザ・ギャザリング世界選手権（1999年8月、2005年11月にそれぞれ開催）
- 第65回世界SF大会（ワールドコンNippon2007）
- FISMマジック横浜大会（1994年7月25日 - 30日）
- JAPAN DANCE DELIGHT（2006年・2007年・2011年・2012年）
- ETソフトウェアデザインロボットコンテスト（ETロボコン、2005年より開催）
- 第92回世界エスペラント大会（2007年8月4日 - 11日）
- WRO (World Robot Olympiad)（2008年）
- 日本プロテスタント宣教150周年記念大会（2009年7月8・9日）
- ポケモンワールドチャンピオンシップス（2023年）

### コンサート
- 福山雅治 福山☆冬の大感謝祭 （1999年より毎年12月に開催、2010年以降は展示ホールを使用、2022年はぴあアリーナMM、2023年以降はKアリーナ横浜で開催）

他多数

### 入学式・卒業式
- 慶應義塾大学（2017年度卒業式より19年入学式まで利用、また18年と19年は日吉記念館建て替えのため三田祭前夜祭も同所で開催）
- 横浜国立大学
- 神奈川大学
- 国士舘大学
- 神奈川工科大学
- 関東学院大学
- 横浜商科大学
- 日本工学院専門学校（2015年度まで使用、2016年度以降は日本工学院アリーナで開催）

## アクセス

### 電車・バス
- みなとみらい線「みなとみらい駅」下車徒歩10分
- JR根岸線・横浜市営地下鉄ブルーライン「桜木町駅」下車徒歩12分
- 横浜市営バス 156・292系統「パシフィコ横浜」下車徒歩すぐ

### 車
- 首都高速神奈川1号横羽線「みなとみらいランプ」より約2分